# Trindon Holliday
Pour les articles homonymes, voir Holliday.
(en) Statistiques sur pro-football-reference
Trindon Holliday (né le 27 avril 1986) est un joueur de football américain et un athlète américain, spécialiste du sprint. Il mesure 1,65 m pour 72 kg. Formé à l'Université d'État de Louisiane (LSU). Bien que 2e des championnats américains à Indianapolis, il renonce à participer aux Championnats du monde à Osaka pour pouvoir jouer au football américain au sein des LSU Tigers. En 2010, il est drafté par les Texans de Houston. Il est actuellement le plus petit joueur évoluant en NFL.

## Records personnels
- 55 m en salle : 6 s 28 	3h3 	SEC	Gainesville 24 février 2006
- 60 m en salle : 6 s 60 	1-HS 	mars 2008
- 100 m : 10 s 01 	 0,3 	1s1 	NCAA	Sacramento CA 12 juin 2009
- 200 m : 19 s 99 	 1-HS 	Bâton-Rouge LA	2 mai 2006